# Anse du Pré
Anse du Pré, tidigare Baie du Pré, är en vik i Antarktis. Den ligger i Östantarktis. Frankrike gör anspråk på området.